# Eisenwinter (album)
Eisenwinter – album studyjny Siegfried, wydany w 2003 roku przez wytwórnię Napalm Records. Twórcy albumu nagrywając płytę inspirowali się operą Pierścień Nibelungów Richarda Wagnera.

## Lista utworów
1. "Eisenwinter" – 4:32
2. "Nachtgebet" – 3:54
3. "Rauhnacht" – 4:59
4. "Die Treuewacht" – 5:34
5. "Am Isenstein" – 4:36
6. "Eckesachs" – 4:03
7. "Winterblut" – 3:28
8. "Untot" – 3:53
9. "Hagen Von Troje" – 5:30
10. "Du Und Och" – 5:00